# Parafia św. Antoniego w Toruniu
Parafia św. Antoniego w Toruniu – parafia rzymskokatolicka w diecezji toruńskiej, w dekanacie Toruń II, z siedzibą w Toruniu. Erygowana 1 kwietnia 1937.
W 1951 roku Wrzosy oraz fragment Barbarki włączono do Torunia. W obu miejscowościach od 1 kwietnia 1937 roku funkcjonowała parafia (pierwotnie kuracja) pw. św. Antoniego. Została ona erygowana 25 marca 1937 roku. Pierwszym proboszczem parafii był ks. Leon Dzienisz. Pierwszą świątynię w parafii poświęcono w lipcu 1939 roku. Obecny kościół oraz kaplica Bożego Miłosierdzia zostały zbudowane w latach 1988–1998.

## Odpust
- św. Antoniego – 13 czerwca ipsa die[3]

## Zasięg parafii
Do parafii należą wierni mieszkający w Toruniu przy ulicach: Astrowej, Bananowej, Barbarka, Bartniczej, Bażantowej, Bławatkowej, Bobrowej, Brzoskwiniowej, Chabrowej, Chmielnej, Czeremchowej, Fasolowej, Figowej, Fiołkowej, Goździkowej, Gryczanej, Hiacyntowej, Jaskółczej, Jastrzębiej, Jelenia, Jemiołowej, Kameliowej, Kąkolowej, Konopnej, Konwaliowej, Koziej, Krokusowej, Kruczej, Kwiatowej, Lawendowej, Liliowej, Lisiej, Lnianej, Łosia, Łubinowej, Makowej, Malwowej, Miedza, Migdałowej, Modrakowej, Morelowej, Myśliwskiej, Narcyzowej, Niedźwiedziej, Orlej, Owsianej, Pawiej, Pigwowej, Pistacjowej, Pomarańczy, Prosowej, Pszylaszczkowej, Pszenicznej, Remklodowej, Rodzynkowej, Rumiankowej, Rysiej, Ryżowej, Rzepakowej, Sadowej, Sarniej, Sasankowej, Selerowej, Słonecznej, Słowiczej, Sokolej, Stokrotkowej, Storczykowej, Szafranowej, Szałwiowej, Szosa Chełmińska, Szyszkowej, św. Antoniego, Tartacznej, Tulipanowej, Ugory, Urodzajnej, Warzywnej, Wieloowocowej, Wiklinowej, Wilczej, Wrzosowej, Zagonowej, Zbożowej, Zielnej, Żbikowej, Żurawiej, Żytniej, Żywicznej i Żyznej.